# 福岡高等検察庁那覇支部
福岡高等検察庁那覇支部（ふくおかこうとうけんさつちょうなはしぶ）は、沖縄県那覇市にある福岡高等検察庁の支部。略称は、福岡高検那覇支部（ふくおかこうけんなはしぶ）。

## 概説
福岡高等検察庁那覇支部は、沖縄県那覇市にある日本の福岡高等検察庁の支部である。沖縄県を管轄している。なお、福岡県、佐賀県、熊本県、長崎県、大分県（佐伯市を除く）については福岡高等検察庁本庁が、宮崎県、鹿児島県、大分県佐伯市については福岡高等検察庁宮崎支部が管轄している。
かつての琉球政府の琉球高等検察庁がもとになっている。

## 所在地
沖縄県那覇市樋川1丁目15-15 那覇第一地方合同庁舎 那覇地方検察庁内

## 管轄区域
沖縄県